# Tomo Skalica
Tomo Skalica (Brod na Savi, 3. januar 1825 — 1885 ili 1889) bio je prvi Srbin koji je oplovio svijet i tajni saradnik Andrije Torkvata Brlića.

## Životopis
Po knjizi rođenih i krštenih u Brodu, sin je Tome i Marije, rođene Križanović. Kršteni kum je bio Martin Krvolić. Potomak je ugledne, starosjedilačke brodske porodice koja se u raznim spisima spominje 150 godina. Pradjed mu je bio poručnik Skalica. Bio je vršnjak i prijatelj Andrije Torkvata Brlića. Razlozi za odlazak na put oko svijeta su bili političke prirode. Kad je Skalica 1851.g. pošao na put, još je živio njegov otac Tomo, bogati i ugledni građanin, a sam Tomica imao je u Brodu staklaru. A. T. Brlić bio je 1848. g. u Slovačkom ustanku, na Slavenskom kongresu i na barikadama u Pragu, u taboru bana Jelačića, te je kao Jelačićev emisar bio poslan 1848-1849. g. u Parizu, da tamo pobija mađarsku propagandu. Brlić je svuda djelovao revolucionarno, pa je vrlo vjerovatno, da je imao i znatnijeg političkog uticaja na svog vršnjaka i sugrađanina Tomu Skalicu. Zbog suprostavljanja Bahovom režimu pojedinci su morali i da emigriraju. Da je to razlog odlaska Tome Skalice na put oko svijeta da se naslutiti i iz teksta u "Nevenu" god. 1845. na str 184: "...Ovaj naš zemljak, stradavši, ostavi svoju otadžbinu..." Tomo je bio i zatvoren zbog nekog političkog paškvila. Potvrdu za povezanost Tome Skalice s A. Torkvatom Brlićem nalazimo tek na povratku Skaličinom s njegovog svjetskog putovanja.
God. 1855.vraća se kući Tomo Skalica nakon četverogodišnjeg lutanja po svijetu. Po povratku se usko povezao s A. T. Brlićem u političko-nacionalnoj akciji. 1855. se vraća u Brod iz Beča i Andrija Torkvat Brlić, zbog teške očeve bolesti. U aprilu iste godine mu umire otac, a u februaru 1856. umire i Skaličin otac Tomo. A. T. Brlić vraća se u Beč, te još sljedeće (1856) godine studira pravo u Beču. I dok Brlić u Beču svršava pravo, Skalica se opet udomaćuje u Brodu i piše svoje putopise. Dopisivao se sa Andrijom o svom staklarskom zanatu i pisanju putopisa koje planira poslati u Zagreb, u Društvo "Neven".
Braća Skalica su počela i političku saradnju sa Brlićem. Bila je to opasna tajna akcija na teritoriji Austrije i turske Bosne. Započeo ju je A. T. Brlić s kapetanom A. Oreškovićem, koji je kasnije dezertirao iz austrijske vojske i prebjegao u Beograd, a Brlić je s njime stajao u stalno vezi od god. 1857. do 1868. Austrijske vlasti su tek nakon deset godine (god. 1867) nešto više doznaleo toj akciji. Advokat Brlić je bio glava jednog komiteta, koja je razvijala djelatnosti za srpske interese na području austrijskom. Po tajnom dopisu od 27. nov. 1867. braća Skalica, Bogdanović i Tasovac označeni su kao članovi toga komiteta ili bar kao agenti Brlićevi. Braća Skalica su navodno u Brodu utrošili preko 3000 for. u nedozvoljene svrhe, a novac su navodno dobili iz Srbije ili Rusije.
Tomica je prvo putovao u Beč, u maju 1851. U Češkoj je čekao da dobije pasoš. Zatim odlazi u Hamburg, pa u Bremen.Tu se ukrcao na finski brod "Suomi" koji se opremio za lov na kitove, a plovio je prvo u Ameriku. 20. 10. 1851. brod se otisnu u Sjeverno more. Prvo su stigli u Finski zaliv sve do Kronštata, i opet natrag u Sjeverno more kroz Kategat, pa do engleske obale. 29. 11. 1851.proploviše Kanal Lamanš, dotaknuše se francuske obale, pa se onda, ostavivši evropsko kopno, otisnuše u Atlanski okean u jugozapadnom pravcu.
Uz zapadnu obalu Afrike otisnuše se u okean i pređoše ekvator. Preplovivši Atlantik ugledaše istočno kopno 	Južne Amerike. Uz obalu Brazila, prošli su pored Montevidea i Buenos Ajresa pa se približiše južnom rtu Amerike početkom februara 1852. u vrijeme kada se kapetan Visin otisnuo u more, da oplovi svijet (Dugo se pogrešno mislilo da je Visin prvi naš čovjek koji je oplovio svijet). Uz zapadnu obalu Južne Amerike krenuše put sjevera. Zadržali su se nekoliko dana u glavnom gradu Čilea. 15. 4. 1852. stižu u San Francisko. Pošto mu se grad svidjeo dvoumi se da li da tu i ostane. Kapetan broda ga od toga odgovara nudeći mu da ostane na njegovom brodu i da s njime pođe u lov na kitove. Ukrcaju se ponovo na brod 21. 4. 1852. te krenu natrag najprije u južnom pravcu, kroz Kalifornijski zaljev, a onda otisnu na sjeveroistok u Tihi okean. Stigli su na Havaje, u Honolulu. Oduševljen sa zemljom vječnog proljeća nastavljaju put i stižu u luku Petropavlovsk u Kamčatki.
Sljedeća destinacija bila je Aljaska, koju Tomo u Putopisu naziva ruskom Amerikom, gdje su ih napali gusari tako da su jedva ostali živi. Opisao je život i običaje domorodaca u glavnom gradu Ruske Amerike (Sitka). Vratišese na Havajska ostrva i 22. 1. 1853. ponovo pristadoše u luci Honolulu. Obišao je rudnike zlata u Kaliforniji, zatim Australiju (prvo u Njukasl, Sidnej...) i konačno povratak u domovinu. Nepoznato je gdje je proveo kraj života, kao i datum njegove smrti.
Njegov otac Tomo je imao tri sina koji nisu ostavili muško potomstvo, pa danas u Slavonskom Brodu nema prezimena Skalica. Najmlađi brat Andrija Skalica  se utopio u Savi 8. avgusta 1846. u 14. godini života, a najstariji Stjepan je umro 12. marta 1877. Imao je dva sina, Tomu (Tomicu) i Stjepana. Sinovi su pićem i lagodnim životom brzo dokrajčili bogato očevo imanje. Tri Stjepanove ćerke su često održavale skupe zabave sa svojim ljubavnicima iz brodske tvrđave u velikoj ladanjskoj vinogradarskoj kući u Brodskom brdu.

### Opis Sidneja od Tome Skalice sredinom 19. vijeka
Skalica je u rudokopima zlata u Kaliforniji čuo da je isti posao isplativiji u Australiji. Kako je njegov prijatelj Amerikanac odlučio da ide u Australiju, zbog toga se i on priključio prijatelju. 43 putnika su platili brodarinu do Sidneja (Port Jackson) ali su kod Njukasla 18. juna 1853. imali brodolom u kojem je stradalo 13 putnika. Nakon par dana su o trošku grada, parobrodom su preveženi u Sidnej. Prvi utisak je bilo čuđenje broju brodova u luci, po Tomi ih je bilo oko hiljadu. Grad je izgrađen po tada, najnovijem ukusu, od kamena granita, a kuće su Tomi Skalici izgledale kao da su od stakla. Glavne ulice su Georg-Street (banke, teatar i Parlament) i Pilt-Street (trgovine). Na jednom poluostrvu je bila moderna zgrada, guvernerova rezidencija, na tri kata, sa 9 gotičkih tornjeva, kao kakva tvrđava. Uz tu zgradu je botanička bašta, a u blizini na brežuljku je i bronzani spomenik engleskog generala Sidneja, koji je osnovao ovaj grad (Artur Filip). Žitelji su tada bili najviše Irci, a bilo je i dosta Škota, Engleza i Amerikanaca, kao i raznih drugih naroda. Život u gradu je bio dosta skup, a zanimljivost grada su bile mnoge pijane žene. U svako doba dana ih se moglo vidjeti kod krčmi kako leže na ulici, a policija ih je odvodila u zatvor. Žene pijanice su skoro sve Irkinje (nazivane Patrik). U Australiji su tada, po Tominim zapažanjima, žene pile alokohol više od muškaraca. Tomo i njegov drug su 17 dana bili u gostionici u Georg-Street kod nekog Mastra Džeksona, a zatim su nastavili svoj put ka rudokopima u unutrašnjosti zemlje.